# Явожник (Сілезьке воєводство)
Явожник (пол. Jaworznik) — село в Польщі, у гміні Жарки Мишковського повіту Сілезького воєводства.
Населення — 775 осіб (2011).
У 1975-1998 роках село належало до Ченстоховського воєводства.

## Демографія
Демографічна структура станом на 31 березня 2011 року:
|          | Загалом | Допрацездатний вік | Працездатний вік | Постпрацездатний вік |
| -------- | ------- | ------------------ | ---------------- | -------------------- |
| Чоловіки | 386     | 83                 | 263              | 40                   |
| Жінки    | 389     | 83                 | 225              | 81                   |
| Разом    | 775     | 166                | 488              | 121                  |